# 인도네시아 주재 외국공관 목록

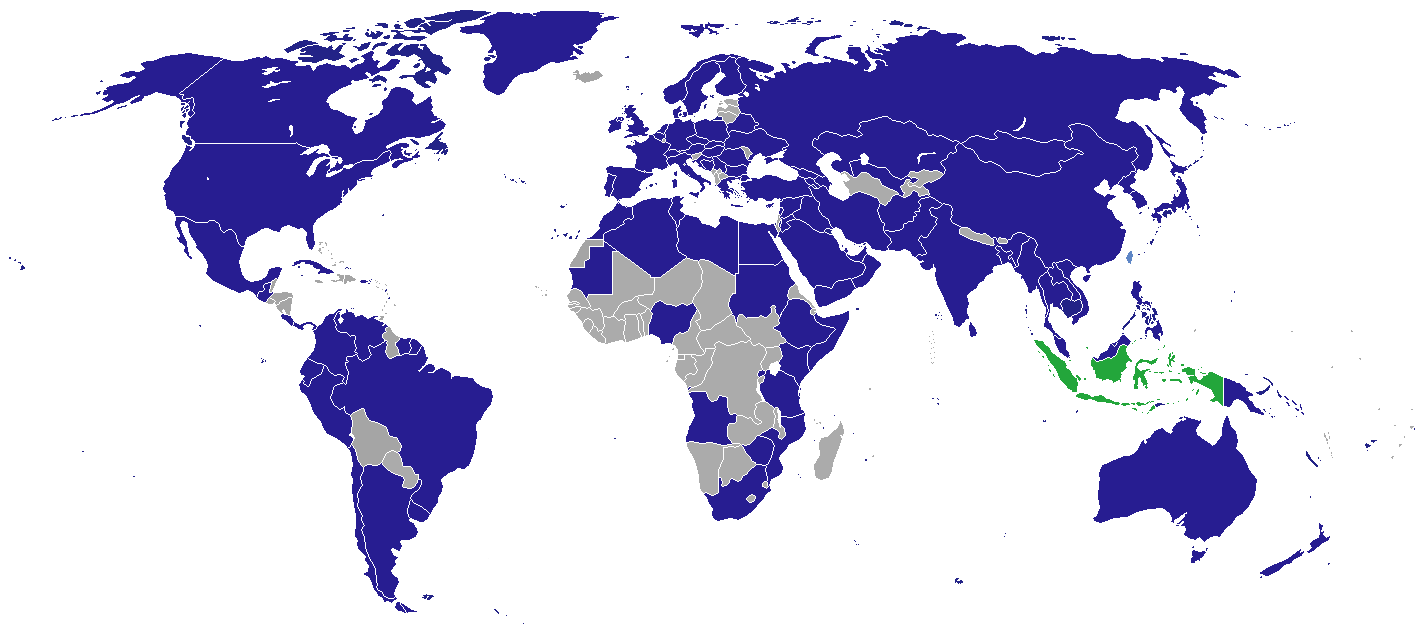
인도네시아 주재 외국공관들.

인도네시아 주재 외국공관 목록은 인도네시아에 주재하는 외국공관(대사관 및 영사관)과 동시에 인도네시아와 외교관계는 수립했으나 인도네시아에 공관을 설치하지 않은 국가에 대해 다룬다. 수도 자카르타에 99개국 대사관이 설치되어 있다. 없는 경우는 주로 명예 영사관으로 분류되어 이 대열에서 배제된다.

## 대사관
자카르타
| - 아프가니스탄 - 알제리 - 아르헨티나 - 아르메니아 - 오스트레일리아 - 오스트리아 - 아제르바이잔 - 방글라데시 - 벨기에 - 벨라루스 - 보스니아 헤르체고비나 - 브라질 - 브루나이 - 불가리아 - 미얀마 - 캄보디아 - 캐나다 - 칠레 - 중국 - 콜롬비아 - 크로아티아 - 쿠바 - 키프로스 - 체코 - 덴마크 | - 에콰도르 - 이집트 - 피지 - 핀란드 - 프랑스 - 조지아 - 독일 - 그리스 - 바티칸 시국 - 헝가리 - 인도 - 이란 - 이라크 - 아일랜드 - 이탈리아 - 일본 - 요르단 - 카자흐스탄 - 조선민주주의인민공화국 - 대한민국 - 쿠웨이트 - 라오스 - 레바논 - 리비아 - 말레이시아 | - 멕시코 - 몽골 - 모로코 - 모잠비크 - 네덜란드 - 뉴질랜드 - 나이지리아 - 노르웨이 - 오만 - 파키스탄 - 팔레스타인 - 파나마 - 파푸아뉴기니 - 파라과이 - 페루 - 필리핀 - 폴란드 - 포르투갈 - 카타르 - 루마니아 - 러시아 - 산마리노 - 사우디아라비아 - 세르비아 - 싱가포르 | - 슬로바키아 - 솔로몬 제도 - 소말리아 - 남아프리카 공화국 - 스페인 - 스리랑카 - 수단 - 수리남 - 스웨덴 - 스위스 - 시리아 - 태국 - 동티모르 - 튀니지 - 튀르키예 - 우크라이나 - 아랍에미리트 - 영국 - 미국 - 우즈베키스탄 - 베네수엘라 - 베트남 - 예멘 - 짐바브웨 |

## 대표부 및 사무소
- 유럽 연합 (일반대표부)
- 중화민국 (주인도네시아 타이베이 경제무역대표처)
- 홍콩 (주자카르타 홍콩 경제무역대표부)

## 영사관 및 총영사관
덴파사르
- 오스트레일리아
- 프랑스 (영사 사무소)
- 독일 (영사관)
- 인도
- 일본 (출장소)
- 대한민국 (영사관)
- 네덜란드 (영사관)
- 노르웨이 (영사관)
- 태국 (영사관)
- 동티모르
- 미국 (영사 사무소)

자카르타
- 세이셸 (영사관)

자야푸라
- 파푸아뉴기니

쿠팡
- 동티모르

마카사르
- 오스트레일리아
- 일본

마나도
- 필리핀

메단
- 오스트레일리아 (영사관)
- 중국 (영사관)
- 독일 (영사관)
- 인도 (영사관)
- 일본 (영사관)
- 말레이시아 (영사관)
- 네덜란드 (영사관)
- 노르웨이 (영사관)
- 싱가포르 (영사관)
- 태국 (영사관)
- 미국 (영사관)

페칸바루
- 말레이시아 (영사관)
- 싱가포르 (영사관)

폰티아낙
- 말레이시아 (영사관)

수라바야
- 중국
- 독일 (영사관)
- 일본
- 네덜란드
- 중화민국 (주수라바야 타이베이 경제무역대표처)
- 스위스 (영사관)
- 스리랑카 (영사관)
- 미국

## 동남아시아 국가 연합
- 미얀마
- 브루나이
- 캄보디아
- 중국
- 콜롬비아
- 유럽 연합
- 인도네시아
- 일본
- 대한민국
- 라오스
- 말레이시아
- 뉴질랜드
- 필리핀
- 싱가포르
- 태국
- 미국
- 베트남

## 비상주공관
대사관 관할지가 쿠알라룸푸르, 말레이시아
| - 알바니아 - 가나 - 기니 - 케냐 - 모리셔스 | - 나미비아 - 에스와티니 - 탄자니아 - 우루과이 |

대사관 관할지가 뉴델리, 인도
| - 부탄 - 부르키나파소 - 콩고 민주 공화국 - 라이베리아 | - 세이셸 - 트리니다드 토바고 - 우간다 |

대사관 관할지가 도쿄, 일본
| - 지부티 - 가봉 - 과테말라 - 아이슬란드 - 코트디부아르 | - 자메이카 - 말리 - 미크로네시아 연방 - 세네갈 - 잠비아 |

대사관 관할지가 베이징시, 중화인민공화국
| - 베냉 - 볼리비아 - 에리트레아 - 키르기스스탄 | - 레소토 - 말라위 - 시에라리온 |

대사관 관할지가 다른 도시에 상주공관을 두고 있는 곳
| - 앙골라 (싱가포르) - 보츠와나 (캔버라) - 도미니카 연방 (뉴욕) - 에스토니아 (캔버라) - 에티오피아 (서울특별시) - 그레나다 (워싱턴 D.C.) - 리투아니아 (빌뉴스) - 룩셈부르크 (방콕) | - 모리타니 (쿠웨이트) - 니카라과 (뉴욕) - 네팔 (방콕) - 팔라우 (마닐라) - 세인트루시아 (뉴욕) - 세인트빈센트 그레나딘 (워싱턴 D.C.) - 슬로베니아 (뉴욕) - 통가 (런던) |

## 같이 보기
- 인도네시아의 재외공관 목록